# Setge de Xàtiva (1240)
El Setge de Xàtiva de 1239 fou un dels combats de la Conquesta del Regne de València.

## Antecedents
El 1238, un cop conquerida Balànsiya, únicament quedaven dos estats musulmans a la península: l'Emirat de Gharnata i l'Emirat de Mursiyya, que controlava Alzira i Dàniyya amb el suport de Tunis. Els exèrcits de la Corona d'Aragó van continuar avançant cap al sud, fixant posicions front de la Corona de Castella, que també buscava estendre els seus dominis. Es va establir una fortalesa a Sellent i des d'ella es van disposar a atacar Xàtiva. El 21 de maig de 1239 començà el primer setge sobre Xàtiva, que no va reixir.

## El setge
El 1240, uns cavallers cristians van entrar en territori de Xàtiva i foren capturats, i els musulmans demanaren un rescat però la resposta fou el setge i per alçar el setge, Abu Bakr ibn Isa, alcaid de Xàtiva, es va convertir en vassall de Jaume I el Conqueridor, lliurant els captius cristians que retenia i el castell de Castelló de Xàtiva, un punt estratègic que dominava el gual de Barragà, l'únic punt de creuament del Xúquer en el seu curs mitjà, i la promesa de lliurar el castell major en dos anys, a canvi de Montesa. Mentrestant, l'infant Alfons de Castella s'apropava a les terres de Xàtiva més del que el Tractat de Cazorla permetia.

## Conseqüències
El 1240, amb el Castell de Bairén va caure el sud del Xúquer.
L'infant Alfons de Castella també estava negociant amb els musulmans de Xàtiva i havia sotmès Enguera i Moixent, que corresponien a Jaume I el Conqueridor d'acord amb el Tractat de Cazorla, i apoderar-se d'Al-Yazirat Suquar. Aleshores Jaume I, que ja havia pres Saix i Cabdet acudí a les represàlies, i s'apoderà de Villena i d'algunes altres poblacions que corresponien a Castella. Davant d'això, l'infant sol·licità de Jaume I una entrevista, la qual va tenir lloc al Camp de Mirra on es va signar el tractat d'Almizra que delimitava de nou la frontera entre els dos estats.
La conquesta de la ciutat va necessitar un tercer setge.